# 李柱
李柱（1918年2月—），男，江西星子人，中华人民共和国政治人物，曾任中国民主同盟江西省委员会主任委员，第三、五、六、七届全国人大代表。